# Tipper Gore

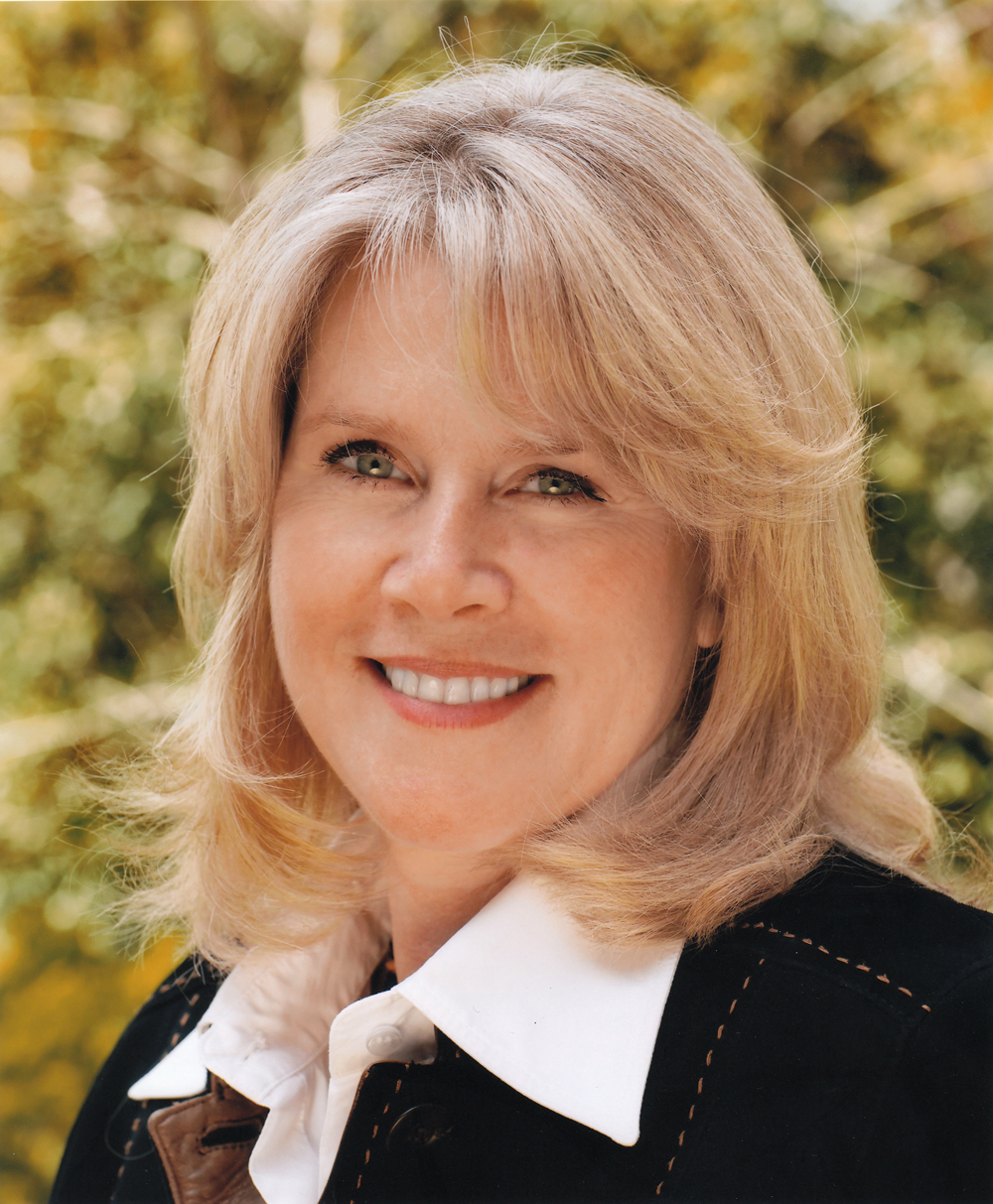
Tipper Gore (2009)

Mary Elizabeth „Tipper“ Gore (* 19. August 1948 in Orlando, Florida als Mary Elizabeth Aicheson) ist die frühere Ehefrau von Al Gore, dem ehemaligen Vizepräsidenten der Vereinigten Staaten.

## Leben und Familie
Tipper Gores Eltern ließen sich scheiden, als sie vier Jahre alt war. Sie wuchs fortan bei Mutter und Großmutter auf. Sie studierte zunächst Psychologie an der Boston University, wo sie 1970 den Bachelor of Arts erreichte, und später am Peabody College der Vanderbilt University, wo sie 1975 ihr Studium mit dem Master abschloss. Bis zum Jahr 1976 arbeitete sie für die Zeitung The Tennessean.
Bei einem Ball an der St. Albans School in Washington, D.C. lernte sie ihren späteren Gatten Al Gore kennen. Die beiden haben vier Kinder: Karenna (1973), Kristin (1977), Sarah (1979) und Albert III. (1982). Zudem haben sie drei Enkel: Wyatt (1999), Anna (2001) und Oscar Schiff (2006). Am 1. Juni 2010 gab das Paar die Trennung nach 40 Ehejahren bekannt.

## Öffentliche Aktivitäten

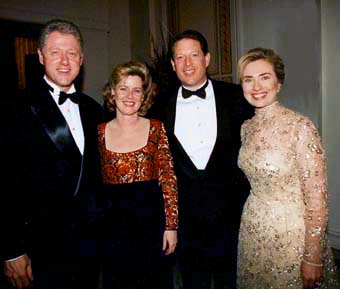
Tipper Gore (2. v. l.) mit Ehemann Al (2. v. r.) und dem Ehepaar Clinton

Im Jahr 1984 war sie an der Gründung des Parents Music Resource Center (PMRC) beteiligt. Das PMRC war eine Lobbyorganisation, die es sich zum Ziel gesetzt hatte, die traditionellen Familienwerte, die sie durch die (Rock-)Musik, insbesondere aber deren Texte, bedroht sah, zu verteidigen. Die Organisation war u. a. dafür verantwortlich, dass die Recording Industry Association of America (RIAA) im Laufe der 1980er Jahre Tonträger mit dem Parental-Advisory-Aufkleber zu versehen hatte, der vor deutlicher Sprache oder Inhalt (explicit lyrics or contents) warnte. Ziel war es, den Eltern der meist jugendlichen Konsumenten dieser Musik die Kontrolle über den Musikkonsum ihrer Kinder zu ermöglichen. Konkreter Anlass war das Lied Darling Nikki aus dem mit einem Oscar und zwei Grammy Awards ausgezeichneten Album Purple Rain von Prince aus dem Jahr 1984.
Bekannteste Kritiker des PMRC im Allgemeinen und Gores im Speziellen waren die Musiker Frank Zappa, John Denver, Dee Snider und Jello Biafra, die die Forderungen als Zensur und Verstoß gegen den 1. Verfassungszusatz bezeichneten. An Beschimpfung grenzenden Protest äußerte auch der Rapper Ice-T von der Gruppe Body Count, so spielte er beispielsweise in dem Song KKK Bitch darauf an, sich in die 12-jährigen Nichten von Gore verliebt zu haben.
Seit dem Jahr 2000 ist Gore als Aktivistin auf dem Gebiet des psychischen Gesundheitswesens (mental health)  tätig. 
2002 wurde sie aufgefordert, für den vakanten, vormals von ihrem damaligen Ehemann gehaltenen Senatssitz im US-Bundesstaat Tennessee zu kandidieren. Gore lehnte jedoch mit der Begründung ab, dass es zu diesem Zeitpunkt nicht das Richtige für sie sei. Im selben Jahr veröffentlichte sie in Zusammenarbeit mit ihrem damaligen Ehemann zwei Bücher zum Thema Familienwerte und die transformierte amerikanische Familie mit den Titeln Joined at the Heart und Spirit of Family.

## Veröffentlichungen
- Die großen Fotografinnen von National Geographic. Gruner + Jahr, Hamburg 2000, ISBN 3-934385-07-9 (zusammen mit Cathy Newman)
- Joined at the heart. The transformation of the American family. Holt, New York 2002, ISBN  0-8050-6893-7 (zusammen mit Al Gore)
- Picture this. A visual diary. Broadway Books, New York 1996, ISBN 0-553-06720-6
- The Spirit of Family. Holt, New York 2002, ISBN 0-8050-6894-5 (zusammen mit Al Gore)

## Trivia
Tipper Gore wird in dem Lied White America von Eminem im Outro, neben Lynne Cheney, genannt.